# Application portable
Ne doit pas être confondu avec Portabilité (informatique) ou Application mobile.
 (février 2019).
Si vous disposez d'ouvrages ou d'articles de référence ou si vous connaissez des sites web de qualité traitant du thème abordé ici, merci de compléter l'article en donnant les références utiles à sa vérifiabilité et en les liant à la section « Notes et références ».

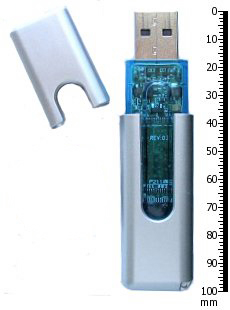
Une clé USB

Une application portable, ou logiciel portable, est un programme informatique caractérisé par sa portabilité, c'est-à-dire sa capacité à fonctionner dans différents environnements d'exécution. Il ne requiert pas d'installation préalable, ne dépend pas de composants externes et n'engendre pas de modification durable du système par son fonctionnement.
Des applications portables sont proposées pour n'importe quel système d'exploitation : Windows, Linux, Mac, etc.
Ces applications sont utiles pour travailler sur un ordinateur dont la politique de sécurité n'autorise pas d'installations, ou pour éviter d'apporter des modifications durables à un ordinateur utilisé temporairement. On peut alors faire usage de l'application à partir d'un stockage amovible comme une clé USB.

## Critères spécifiques
Une application portable se définit selon les critères suivants :
- une application qui n'utilise pas d'installateur système ;
- une application cloisonnée dans un dossier, c'est-à-dire que les fichiers utilisés par l'application sont stockés dans le dossier (ou sous-dossier) de l'exécutable ;
- une application discrète, c'est une conséquence du point précédent. L'application étant cloisonnée, l'utilisateur ne laisse que très peu de traces d'utilisation ou empreinte de cette application sur le système dont il se sert, qu'il s'agisse de fichiers, de librairies, ou d'entrées dans la base de registre (sous Windows) ;
- une application autonome. Conséquence des précédents points, seul le système en cours d'utilisation dans la mémoire vive de l'ordinateur est nécessaire à l'exécution de l'application portable ;
- une application transportable. L'exécutable utilise des références relatives aux fichiers utilisés (à opposer à absolues). C'est-à-dire que celui-ci ne va pas s'appuyer sur l'adresse du fichier qu'il veut utiliser, comportant la lettre du point de montage, mais sur son emplacement d'exécution. Ainsi, il est possible d'utiliser une application portable depuis une clé USB, disque dur externe, ou tout autre support amovible monté sur un système avec la lettre E et X sur un autre système.

Si les quatre premiers points sont le plus souvent respectés et considérés comme conditions sine qua non pour définir l'application « portable », le dernier point est souvent négligé.
Les applications portables restent évidemment dépendantes du système d'exploitation pour lequel elles ont été conçues (voire d'une version particulière de ce système d'exploitation). Ainsi, une application portable conçue pour Microsoft Windows ne fonctionnera que sur ce système et l'ordinateur hôte devra donc en disposer.
Il est donc possible d'utiliser un logiciel portable sur n'importe quel ordinateur qui respecte les prérequis du logiciel. Souvent, les données personnelles pourront être conservées sur le média qui contient l'application portable. Ainsi, si l'application portable est en plus discrète, il est possible de l'utiliser sans laisser de traces sur l'ordinateur hôte.
La notion d'application portable ne doit pas être confondue avec la notion de portabilité, signifiant que ces applications peuvent « s’installer » sur des systèmes d’exploitation différents, sur un Windows comme sur Linux, Solaris ou Mac OS X.
De petites applications simples sont naturellement portables, car elles ne nécessitent aucune installation préalable. On peut citer par exemple Putty.
D’autres nécessitent des modifications plus ou moins importantes, pour s’adapter à ce type fonctionnement.

## Vers une nouvelle pratique de l’informatique?
Avec les capacités actuelles des médias USB (clé ou disque dur externes), on pourrait envisager une informatique hyper-transportable, un ordinateur au fond de sa poche. Il suffirait alors de trouver du courant et un processeur hôte pour exécuter ses applications.

## Lanceurs et Packages
Dans le dernier cas cité, il est souvent nécessaire d'avoir recours à la mise en place (création) d'un lanceur. Il permet de berner l'application au moment de son exécution, mais surtout à la fin de l'utilisation de celle-ci pour récupération des paramètres utilisateur et/ou suppression de traces. Le plus souvent, l'application, rendue portable grâce au lanceur, est diffusée avec le lanceur sous forme de ce qu'on peut appeler un package.
Voici une liste de sites préparant des packages :
- LiberKey - Packages francophones et anglophones (environ 300 packages) ;
- Framakey - Packages francophones (plus de 100 packages, logiciels libres uniquement) ;
- PortableApps.com - Packages multilingues (plus de 300 packages) ;
- usbsoft.org - Applications portables (logiciels libres et open source) en téléchargement direct.

## Suites d’applications portables
Une suite d’applications portables est un ensemble d’applications intégrées à un lanceur d’application qui en général se présente sous la forme d'un menu déroulant dans lequel se trouvent des liens vers les applications. Ces suites sont préparées et sont fournies avec un système d'extraction qui facilite le décompactage de la suite. On peut citer :
- FramaKey - ensemble d’applications uniquement libres préparé par Framasoft, il y a deux versions, une normale et une légère, cette suite est très orientée bureautique ;
- LiberKey - ensemble d’applications gratuites (mais pas forcément libres), trois versions, pack de 12 à 160 applications sur les 300 disponibles, beaucoup de domaines sont couverts ;
- PortableApps.com - ensemble d’applications Open Source et propriétaire ;
- PortableFreeware.com - ensemble d’applications libres ;
- Nomadez-vous - applications portables en français.

## Applications portables pour Mac
De nombreux programmes développés pour le système d’exploitation Mac OS X sont portables, car il suffit de glisser/déposer l’application dans le dossier Applications pour que celle-ci soit installée. La plupart peuvent même être exécutées directement de leur image disque (ceci n'est toutefois pas conseillé), permettant ainsi à l’utilisateur de tester directement les applications qu’il a téléchargées. Cependant, certaines applications nécessitent l’installation de fichiers sur le disque dur local, généralement celles étant issues d’un portage de Windows.
Le seul frein à la portabilité est le fait que les options sont stockées dans la bibliothèque de l’utilisateur, et ne sont donc pas transportées avec l’application.